# Třída De Zeven Provinciën (1941)
Třída De Zeven Provinciën je třída lehkých křižníků postavených pro Nizozemské královské námořnictvo. Skládá se ze dvou jednotek – De Ruyter a De Zeven Provinciën. Křižníky byly rozestavěny roku 1939, vypuknutí druhé světové války ale způsobilo, že byly dokončeny až po 14 letech – v roce 1953. Oba křižníky nizozemské námořnictvo provozovalo až do 70. let a poté je odprodalo Peru. Almirante Grau byl do 26. září 2017 vlajkovou lodí peruánského námořnictva a byl tak posledním aktivním klasickým křižníkem, jehož výzbroj byla založena na dělostřelectvu.

## Stavba
Historie této třídy sahá až před druhou světovou válku. Stavba obou křižníků začala roku 1939, brzy nato ji ale přerušila druhá světová válka, ve které neutrální Nizozemsko přepadla a okupovala Třetí říše, která oba rozestavěné křižníky ukořistila. Jejich stavbu však nedokončila. Po válce se Nizozemsko rozhodlo oba křižníky dostavět, stavbu ale zpozdily rozsáhlé změny projektu, které přineslo zapracování válečných zkušeností. Zcela se změnila výzbroj, pohonný systém i silueta lodí.
Jiné byly i názvy – De Zeven Provinciën byl dokončen jako De Ruyter (C-801), zatímco jeho sesterská loď Eendracht jméno změnila dokonce dvakrát – nejprve na Kijkduin a poté na definitivní De Zeven Provinciën (C-802). Práce na De Ruyteru se rozeběhly v roce 1947 a loď do služby vstoupila 18. listopadu 1953. De Zeven Provinciën svou sesterskou loď následoval 17. prosince 1953.

## Konstrukce

### Původní projekt
Podle původního projektu měly křižníky nést deset 152mm kanónů ve dvou dvoudělových a dvou třídělových věžích. Doplňovalo by je čtrnáct 40mm protiletadlových kanónů, osm 12,7mm kulometů a šest 533mm torpédometů. Křižníky měly dále nést dva katapulty a dva průzkumné letouny. Pohonný systém mělo tvořit šest kotlů a tři převodové turbíny.

### Podoba po dostavbě
Po válce se zásadně změnil pohon, výzbroj, elektronika i vnější podoba obou lodí. Hlavní výzbroj De Ruyteru po jeho dokončení tvořilo osm dvouúčelových plně automatických 152mm kanónů, umístěných ve čtyřech dělových věžích. Ty doplňovalo osm 57mm kanónů v dvoudělových věžích a osm 40mm kanónů v jednohlavňových postaveních.
Nově uspořádaný pohonný systém se skládal ze čtyř kotlů a dvou převodových turbín, rozdělených pro zvýšení bojové odolnosti lodi do dvou skupin. Proto křižníky dostaly i druhý komín. Počet lodních šroubů se snížil ze tří na dva.

## Služba

### Nizozemsko

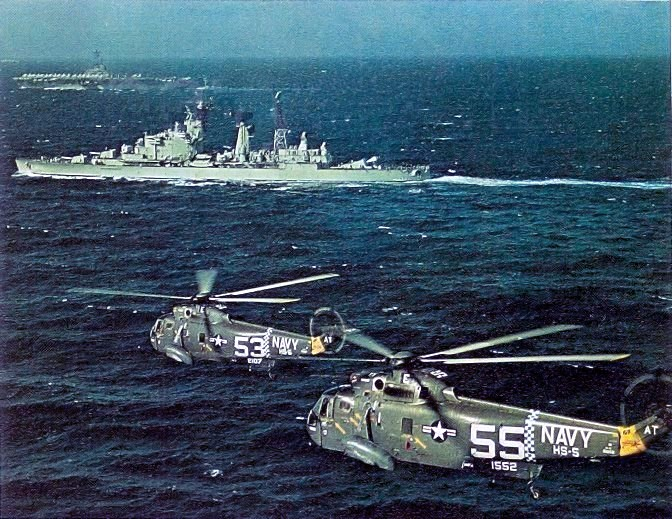
De Zeven Provinciën jako raketový křižník

De Zeven Provinciën prodělal v letech 1962–1964 zásadní modifikaci na raketový křižník. Přestavba zahrnovala redukci výzbroje na čtyři 152mm kanóny, šest 57mm kanónů a čtyři 40mm kanóny, přičemž získaný prostor na zádi byl použit pro instalaci protiletadlového raketového kompletu RIM-2 Terrier (Nizozemsku byl pouze zapůjčen). Stejnou přestavbou měl původně projít i De Ruyter, nakonec se ale neuskutečnila. Nizozemsko oba křižníky prodalo Peru, stalo se tak v roce 1973 a 1976.

### Peru
Peruánské námořnictvo prošlo v 70. letech 20. století rozsáhlou modernizací a expanzí, která měla zemi zařadit mezi regionální námořní mocnosti. Část lodí přitom Peru získalo z Nizozemska – jednalo se o oba křižníky třídy De Zeven Provinciën a osm torpédoborců tříd Holland a Friesland. De Ruyter Peru zakoupilo 7. března 1973 a do služby ho zařadilo 23. května 1973 jako Almirante Grau (CLM-81). De Zeven Provinciën zakoupilo v srpnu 1976, pojmenovalo ho Aguirre (CH-84) a loď převzalo v roce 1978 po skončení její přestavby na vrtulníkový křižník. Obě lodi byly částečně modifikovány.
Almirante Grau byl modernizován v letech 1985–1987. Hlavní dělostřelecká výzbroj zůstala zachována, počet kanónů lehčích ráží ale byl redukován. Přibyla však raketová výzbroj – osm italských protilodních střel Otomat a jeden osminásobný vypouštěcí kontejner Albatros pro protiletadlové řízené střely Selenia Aspide. Modernizována byla také elektronika. V aktivní službě byl křižník do 26. září 2017, kdy byl vyškrtnout z rejstříku peruánské floty.
Využití křižníku De Zeven Provinciën bylo ovlivněno vrácením raketového systému Terrier do USA. Plavidlo proto bylo přestavěno na vrtulníkový křižník. Na záď dostal přistávací plochu o rozměrech 20,4 x 16,5 metru a hangár pro uložení tří těžkých vrtulníků, na jehož střeše bylo druhé přistávací místo. Hlavňová výzbroj čtyř 152mm kanónů, šesti 57mm kanónů a čtyř 40mm kanónů zůstala zachována. Přestavěnou loď peruánské námořnictvo převzalo 24. února 1978. V roce 1999 byl vyřazen.